# Ансер
Ансер (лат. Anser; ? — після 30 до н. е.) — давньоримський поет часів падіння Римської республіки та володарювання імператора Октавіана Августа.

## Життя та творчість
Про родину Ансера немає ніяких відомостей. Ймовірно був вільновідпущеником. Спочатку користувався підтримкою Марка Антонія. Отримав від нього маєток в області Фалерн. Згодом опинився при дворі Октавіана.
Його вірш Овідій характеризує як вільний. Був критиком творчості Вергілія. З доробку Ансера збереглися лише невеличкі фрагменти. Здебільшого складав еротичні вірші.